# Pereskia
A Pereskia a kaktuszfélék családjába tartozó nemzetség, a Pereskioideae alcsalád egyetlen nemzetsége. Fajai Mexikótól Brazíliáig fordulnak elő.

## Fajok és változatok
A nemzetségbe az alábbi fajokat és változatokat sorolják:
- Pereskia aculeata
  - Pereskia aculeata var. rotundifolia
- Pereskia aureiflora
- Pereskia bahiensis
- Pereskia bleo
- Pereskia colombiana
- Pereskia corrugata
- Pereskia cubensis
- Pereskia diaz-romeroana
- Pereskia godseffiana
- Pereskia grandifolia
  - Pereskia grandifolia var. violacea
- Pereskia guamacho
- Pereskia horrida
- Pereskia humboldtii
  - Pereskia humboldtii var. rauhii (syn. P. horrida)
- Pereskia lychnidiflora
- Pereskia marcanoi
- Pereskia nemorosa
- Pereskia philippi
- Pereskia portulacifolia
- Pereskia quisqueyana
- Pereskia sacharosa
- Pereskia stenantha
- Pereskia subulata
- Pereskia vargasii
  - Pereskia vaugasii var. longispina
- Pereskia weberiana
- Pereskia zehntneri
- Pereskia ziniiflora
- Pereskia zinniaefolia